# In a Silent Way
In a Silent Way è un album di Miles Davis registrato e pubblicato nel 1969.
L'album fonde il rock con il jazz ed è uno dei primi veri tentativi da parte di Davis di esplorare il genere musicale definito fusion, direzione che sarebbe divenuta più marcata ed evidente nel suo successivo lavoro Bitches Brew. L'album prende il titolo dall'omonimo brano in esso contenuto e composto da Joe Zawinul.
All'epoca della sua pubblicazione, l'album generò polemiche e giudizi contrastanti tra i critici, in particolare quelli che si occupavano di jazz e di rock erano divisi tra chi riteneva il disco un capolavoro di musica sperimentale e chi denigrava l'opera come una commercializzazione e un imbastardimento del genere jazz. Da allora, il disco si è ormai lasciato alle spalle le critiche, ed è ormai reputato da critica e pubblico uno dei migliori e più influenti lavori di Davis. Nel 2001, La Columbia Legacy in collaborazione con Sony Music ha pubblicato un cofanetto di tre CD intitolato The Complete In a Silent Way Sessions, che comprende l'album originale, tracce aggiuntive, e le registrazioni integrali utilizzate per produrre In a Silent Way.

## Il disco
Sebbene le esibizioni dal vivo di Davis e suoi precedenti dischi come Miles in the Sky (1968) e Filles de Kilimanjaro (1969) avessero già lasciato intravedere il cambio stilistico verso il jazz fusion al quale era propenso il musicista, In a Silent Way contiene il primo vero approccio completamente elettrico di Davis alla sua musica, dominata in questo album dalle chitarre e dai pianoforti elettrici. Si tratta anche delle prime registrazioni in studio fatte da Davis a essere costruite, montate e largamente rimaneggiate dal produttore Teo Macero in fase di post-produzione. Le tecniche di montaggio di Macero incorporarono elementi di sonate classiche nell'inciso di Davis per In a Silent Way. Entrambe le due lunghe tracce sul disco consistono di tre parti distinte strutturate come una sonata con un preludio, uno svolgimento e un finale. Gli ultimi sei minuti della prima traccia sono in realtà i primi sei minuti dello stesso brano ripetuti. Grazie a questo "trucchetto" la traccia acquista una struttura anomala e particolare.
L'album vede la partecipazione del virtuoso della chitarra John McLaughlin, che giusto un mese prima dell'inizio delle sessioni di In a Silent Way, aveva finito di registrare il suo album di debutto Extrapolation. Dietro richiesta di Tony Williams, McLaughlin partì dall'Inghilterra alla volta degli Stati Uniti per suonare con The Tony Williams Lifetime. Williams portò McLaughlin a casa di Davis la sera prima dell'inizio della registrazione di In a Silent Way. Davis non aveva mai sentito nominare prima il chitarrista, ma rimase così impressionato da lui che gli disse di presentarsi in studio il giorno seguente. In seguito McLaughlin avrebbe raggiunto il pieno successo durante gli anni settanta come leader della Mahavishnu Orchestra.

## Accoglienza

### Reazioni iniziali
Raggiungendo la posizione numero 134 nella classifica Billboard 200 negli Stati Uniti, In a Silent Way divenne il primo album di Davis in quattro anni, sin dai tempi di My Funny Valentine (1965), a entrare in classifica. Nonostante il disco si stesse rivelando un successo commerciale abbastanza sostanzioso, la critica si trovò divisa nel recensire l'album. L'incorporazione di strumentazioni elettroniche e la struttura prettamente sperimentale dell'opera generarono non poche controversie presso i critici di jazz. Secondo l'edizione del 2004 della The New Rolling Stone Album Guide, i processi di registrazione e di produzione delle tracce messi in atto da Davis e dal produttore Teo Macero, consistenti in un "taglia e cuci" delle diverse registrazioni in un vero e proprio montaggio sonoro di studio, "sembravano pura eresia secondo i canoni jazz". Nel suo libro Running the Voodoo Down: The Electric Music of Miles Davis, Phil Freeman scrive che i critici rock e jazz ai tempi dell'uscita dell'album si guardavano bene dallo sconfinare uno nel campo dell'altro e rimanevano fissi nei loro rispettivi generi, ma In a Silent Way, che suonava quasi rock, cambiò tutto. Chi si occupava di musica rock dovette forzatamente parlare del disco facendo notare la nuova direzione che sembrava star prendendo la musica di Davis, mentre i critici jazz, specialmente quelli non interessati al rock, pensarono che l'opera fosse un tradimento del vero jazz, e lo accolsero malamente.
In una recensione dell'epoca su Rolling Stone, il critico musicale Lester Bangs descrisse In a Silent Way come "il tipo di album che ti dà fiducia nella musica del futuro. Non è rock and roll, ma non è nemmeno niente di così stereotipato come il jazz. Il disco riunisce in sé praticamente tutte le sperimentazioni messe in atto negli ultimi quattro anni dai musicisti rock, e le unisce al background jazzistico di Davis".

### Critica attuale
Nel corso degli anni, In a Silent Way ha smesso di dividere i critici, e viene ormai considerato da pubblico e critica come uno dei migliori lavori di Davis. In una recensione retrospettiva, lo scrittore K. Leander Williams della rivista Blender ha definito l'album "un capolavoro di musica proto-ambient". Citandolo come "uno dei maggiori traguardi professionali per Davis", Chip O'Brien di PopMatters affermò che le tecniche di montaggio del produttore Teo Macero utilizzate in studio per l'album aiutarono Davis "a far sposare insieme musica e tecnologia". Per quanto riguarda la sua importanza musicale, O'Brien scrisse che In a Silent Way "trascende i generi musicali". Il giornalista Nick Southall di Stylus Magazine definì l'album "senza tempo", affermando che influenzò altri generi musicali come la dance music, l'elettronica, il rock, e il pop. L'influente The Penguin Guide to Jazz ha incluso In a Silent Way nella sua "Core Collection".

## Tracce
Musiche di Miles Davis, eccetto dove indicato.
Lato A
1. Shhh/Peaceful – 18:16

Lato B
1. In a Silent Way/It's About That Time – 19:57

## Classifica
| Classifica (1969)                    | Posizione |
| ------------------------------------ | --------- |
| U.S. Billboard Top LPs               | 134       |
| U.S. Billboard Best-Selling Jazz LPs | 3         |
| U.S. Billboard Best-Selling Soul LPs | 40        |

## Crediti

### Musicisti
- Miles Davis - tromba
- Wayne Shorter - sax soprano
- John McLaughlin - chitarra elettrica
- Herbie Hancock - pianoforte elettrico
- Chick Corea - pianoforte elettrico
- Josef Zawinul - organo elettrico
- Dave Holland - contrabbasso
- Tony Williams - Batteria

### Produzione
- Produttore - Teo Macero
- Tecnici del suono (remix e editing) - Russ Payne
- Tecnici del suono - Stan Tonkel
- Fotografia (copertina) fronte - Lee Friedlander
- Fotografia (copertina) dietro - John G. Walter[9]
- Note di copertina - Frank Glenn